# 세상 끝의 집 (텔레비전 프로그램)
세상 끝의 집은 KBS 1TV로 방송되는 다큐멘터리 텔레비전 프로그램이다.

## 방송 시간
현재 방송 시간은 2015년 7월 1일 방송 시간을 기준으로 한다.
| 방송 채널 | 방송 기간                        | 방송 시간                           |
| --------- | -------------------------------- | ----------------------------------- |
| KBS 1TV   | 2014년 7월 6일 ~ 2014년 8월 10일 | 매주 일요일 밤 9:40 ~ 10:30 (50분)  |
| KBS 1TV   | 2015년 7월 1일 ~ 2015년 7월 15일 | 매주 수요일 밤 10:00 ~ 10:55 (55분) |

## 지역 방송국 프로그램
다음 지역 방송국 프로그램은 수요일 밤 10시부터 방송된다.(인터넷·DMB는 제외)
| 지역    | 방송국   | 프로그램      | 진행자 |
| ------- | -------- | ------------- | ------ |
| KBS전주 | 전라북도 | 포커스 전북21 |        |